# 1719 в Україні

## Події
- Створено Київську губернію у складі Київської, Орловської, Бєлгородської і Свевської провінцій. До Київської провінції входила Гетьманщина[1].
- На Слобожанщині засновано Глушківську (Путивльську) суконну мануфактуру — одну з перших в Україні фабрик.[2]

## Особи

### Народились
- 5 вересня Зосима (Валкевич) (1719—1793) — останній ставропігійний архімандрит Києво-Печерської лаври в 1762—1786 роках.
- Досифей Ґаляховський (1719 — після 1763) — професор, перекладач, бібліотекар Києво-Могилянської академії, архімандрит Слуцького Троїцького монастиря.
- Станіслав Строїнський (1719—1802) — художник-монументаліст Галичини доби бароко та раннього класицизму.
- Шигура Йосип Іванович (1710—1790) — український іконописець і маляр.
- Сильвестр Юницький (1719 — після 1769) — архімандрит монастирів на Московщині. Керівник представництва Києво-Печерської Лаври у Москві.

### Померли
- Лук'ян Жоравка (? — 1719) — полковник Стародубівського полку Гетьманщини (1709—1719).
- Ян Олександр Конецпольський (1635—1719) — військовий та державний діяч Речі Посполитої, магнат.
- Леонтій Лащинський (1680—1719) — сотник Красноколядинської сотні Прилуцького полку (1710—1717). Значний військовий товариш, бунчуковий товариш.
- Шидловський Федір Володимирович (?-1677 — 1719) — полковник Ізюмського слобідського козацького полку (1693—1711), та Харківського слобідського козацького полку (1706—1709). Стольник. Був першим бригадиром Слобідських козацьких полків (1707—1711).

## Засновані, зведені
- Костел святої Катерини (Воютичі)
- Землянка (Кагарлицький район)
- Рижівка
- Солдатське (Великописарівський район)
- Черепин (Овруцький район)